# O Ewigkeit, du Donnerwort BWV 60
O Ewigkeit, du Donnerwort (in tedesco, "Oh eternità, parola di tuono") BWV 60 è una cantata di Johann Sebastian Bach.

## Storia
La cantata O Ewigkeit, du Donnerwort venne composta da Bach a Lipsia nel 1723 e fu eseguita il 7 novembre dello stesso anno in occasione della XXIV domenica dopo la Trinità. Il testo è tratto da una poesia di Johann Rist e dal Libro della Genesi, capitolo 49 versetto 18, per il primo movimento, da Franz Joachim Burmeister per il quinto, dall'Apocalisse di Giovanni, capitolo 14 versetto 13, per il quarto, e da testi di autori sconosciuti per i rimanenti.
Scritta in maniera di dialogo, la cantata vede l'impersonificazione della paura da parte del contralto, delle speranza da parte del tenore e di Cristo da parte del basso.
Il tema musicale deriva dagli inni O Ewigkeit, du Donnerwort del compositore Johann Schop, pubblicato come canzone intitolata Wach auf, mein Geist, erhebe dich nei suoi Himlische Lieder del 1642, ed Es ist genung, so nimm, Herr, meinen Geist, di Johann Rudolph Ahle, pubblicato nel 1662.

## Struttura
La cantata è composta per contralto solista, tenore solista, basso solista, coro, corno, oboe d'amore I e II, violino I e II, viola e basso continuo ed è suddivisa in cinque movimenti:
1. Aria e corale: O Ewigkeit, du Donnerwort, per tenore, contralto e orchestra.
2. Recitativo: O schwerer Gang zum letzten Kampf und Streite!, per contralto, tenore e continuo.
3. Aria: Mein letztes Lager will mich schrecken, per contralto, tenore, oboe, violino solo e continuo.
4. Recitativo e arioso: Der Tod bleibt doch der menschlichen Natur verhasst, per contralto, basso e continuo.
5. Corale: Es ist genug, per tutti.